# Yale (Iowa)
Yale és una població dels Estats Units a l'estat d'Iowa. Segons el cens del 2000 tenia 287 habitants.

## Demografia
Segons el cens del 2000, Yale tenia 287 habitants, 125 habitatges, i 75 famílies. La densitat de població era de 369,4 habitants/km².
Dels 125 habitatges en un 31,2% hi vivien nens de menys de 18 anys, en un 48,8% hi vivien parelles casades, en un 8% dones solteres, i en un 39,2% no eren unitats familiars. En el 35,2% dels habitatges hi vivien persones soles el 20,8% de les quals corresponia a persones de 65 anys o més que vivien soles. El nombre mitjà de persones vivint en cada habitatge era de 2,3 i el nombre mitjà de persones que vivien en cada família era de 3,05.
Per edats la població es repartia de la següent manera: un 27,9% tenia menys de 18 anys, un 6,6% entre 18 i 24, un 25,8% entre 25 i 44, un 22% de 45 a 60 i un 17,8% 65 anys o més.
L'edat mediana era de 38 anys. Per cada 100 dones de 18 o més anys hi havia 81,6 homes.
La renda mediana per habitatge era de 32.875 $ i la renda mediana per família de 36.806 $. Els homes tenien una renda mediana de 29.375 $ mentre que les dones 17.813 $. La renda per capita de la població era de 12.789 $. Entorn del 9,1% de les famílies i l'11,1% de la població estaven per davall del llindar de pobresa.

## Poblacions més properes
El següent diagrama mostra les poblacions més properes.